# Colonial Pipeline
Colonial Pipeline — крупнейшая трубопроводная система в США.  Поставляет газ и нефтепродукты с заводов Мексиканского залива на Восточное побережье Америки. Ежедневная способность транспортировки трубопровода составляет около 45% топлива, потребляемого на Восточном побережье.

## История
Строительство трубопровода было начато в 1962 году компанией Colonial Pipeline Co, основанной в 1961 году с штаб-квартирой в Альфаретта, Фултон (округ, Джорджия). 20 июня 1962 года была проведена на церемонии закладки фундамента. Строительство началось 1 августа 1962 года в Миссисипи. 1 декабря 1964 года было завершено строительство магистрального трубопровода.
В мае 1966 года с целью увеличения пропускной способности магистрали до 1 миллиона баррелей в день Colonial Pipeline Co начала первую фазу проекта расширения. Вторая фаза расширения была завершена в ноябре 1967 года. В 1972 году средняя производительность нефтепровода увеличилась до 1 584 000 баррелей в день.
Право собственности принадлежит Koch Industries (28,09%), National Pension Service (23,44%), Caisse de dépôt et placement du Québec (16,55%), IFM Investors (15,80%) и Royal Dutch Shell (16,12%).

## Происшествия

### XX век
31 декабря 1999 года в качестве меры предосторожности компания на несколько часов приостановила работу в связи с проблемой 2000 года.

### XXI век
В 2008 году после урагана «Айк» из-за отсутствия поставок трубопровод работал со сниженной пропускной способностью.
8 мая 2021 года группа хакеров DarkSide атаковала оператора нефтепровода и получила 90 млн долларов США в биткоинах, сам Colonial Pipeline заплатил $4,4 млн. Работа нефтепровода была приостановлена из-за кибератаки и был объявлен режим региональной чрезвычайной ситуации. Это также повлияло на рост цен на бензин в США. 14 мая поставки топлива были в полном объеме восстановлены. 18 мая снова возникли сбои.